# Eudesmeola lawsoni
Eudesmeola lawsoni là một loài bướm đêm trong họ Noctuidae.